# Ermenegildo Zegna (imprenditore 1892)
Ermenegildo Zegna (Trivero, 2 gennaio 1892 – Trivero, 18 novembre 1966) è stato un imprenditore e filantropo italiano, fondatore dell'azienda d'abbigliamento di lusso maschile Ermenegildo Zegna.

## Biografia
Figlio di Michelangelo Zegna, ex orologiaio che aveva aperto un laboratorio tessile, Ermenegildo Zegna frequentò sin da bambino l’azienda paterna. A Biella studiò presso le scuole professionali tessili e nel 1910, ancora minorenne, fondò insieme ai fratelli Edoardo e Mario e a un quarto socio, Costanzo Giardino Vitri, il Lanificio Zegna & Giardino Vitri. Con il precoce abbandono di Giardino Vitri e di Edoardo, sin dai primi anni l’azienda vide al timone Ermenegildo e, fino ai primi anni quaranta, il fratello Mario.
Chiamato alle armi con lo scoppio della prima guerra mondiale, al termine del conflitto tornò a guidare l’azienda. Il suo obiettivo era competere e superare l’eccellenza britannica nel settore dei tessuti: compì così numerosi viaggi in Inghilterra, dove visitò le fabbriche tessili e ne apprese le tecniche, e da cui importò stoffe e macchinari all’avanguardia. Zegna si distinse anche per alcune intuizioni di marketing per l’epoca innovative, come le pubblicità sui treni e la stampigliatura del marchio di fabbrica sulle cimose dei tessuti.
Negli anni trenta l’azienda arrivò a impiegare oltre 1000 operai e iniziò ad esportare negli Stati Uniti. Nel 1935 Ermenegildo Zegna fu insignito del titolo di Cavaliere del Lavoro dal re Vittorio Emanuele III, cui seguì nel 1939 il conferimento del titolo nobiliare di conte di Monterubello.
Nei primi anni quaranta, con l’uscita di scena del fratello Mario, Ermenegildo Zegna coinvolse in azienda i giovani figli Angelo e Aldo, che ne prenderanno il timone dalla seconda metà degli anni sessanta.
Morì a Trivero nel 1966. Riposa nella cappella di famiglia nel cimitero di Craviolo.

### L'impegno filantropico
Ermenegildo Zegna si distinse anche per l’attenzione verso i luoghi di origine, promuovendo opere sociali e assistenziali volte a migliorare il benessere della comunità. A Trivero, infatti, a partire dal 1932 fece costruire varie infrastrutture, tra cui un cineteatro, una biblioteca pubblica, un asilo, una palestra e il Centro Assistenziale Zegna con la clinica della maternità e dell’infanzia. A Ermenegildo Zegna si deve anche la costruzione, iniziata nel 1938, della strada Panoramica Zegna e dell'Oasi Zegna.

## Riconoscimenti
A Ermenegildo Zegna è intitolata la scuola alberghiera I.P.S.A.R. di Trivero, la cui struttura ospitava in origine l’albergo San Bernardo fatto costruire negli anni cinquanta dall’imprenditore e donato alla Provincia nel 1971.